# The Meteor Man
The Meteor Man (1993) este un film cu supereroi de comedie regizat de Robert Townsend.

## Prezentare
Profesorul Jefferson Reed este lovit de un meteorit verde, este transformat într-un supererou și începe să lupte cu criminalitatea.

## Distribuție
- Robert Townsend este Jefferson Reed / The Meteor Man
- Marla Gibbs este Maxine Reed
- Eddie Griffin este Michael Anderson
- Robert Guillaume este Ted Reed
- James Earl Jones este Earnest Moses
- Roy Fegan este Simon Caine
- Don Cheadle este Goldilocks
- Bobby McGee este Uzi
- Bill Cosby	este Marvin
- Big Daddy Kane este Pirate
- Frank Gorshin este Anthony Byers
- Sinbad este Malik
- Nancy Wilson este Principal Laws
- Luther Vandross - Jamison
- Another Bad Creation - Jr. Lords
- Tommy 'Tiny' Lister - Digit
- Jenifer Lewis - Mrs. Williams
- Naughty by Nature - Bloods
- Cypress Hill - Crips
- Beverly Johnson - Woman Doctor
- LaWanda Page - Old Nurse
- Lela Rochon - Vanessa the Pretty Nurse
- Dekwon Shawshanks - Mr. Little
- John Witherspoon - Clarence James Carter III
- Chris Tucker - MC in Mall (necreditat)

## Coloana sonoră
1. "Can't Let Her Get Away" - Michael Jackson
2. "It's for You" - Shanice
3. "Don't Waste My Time" - Lisa Taylor
4. "You Turn Me On" - Hi-Five
5. "Who Can"
6. "Your Future Is Our Future" - Daryl Coley & Frank McComb
7. "I Say a Prayer" - Howard Hewett
8. "Is It Just Too Much" - Keith Washington
9. "Somebody Cares for You" - Frank McComb
10. "Good Love" - Elaine Stepter
11. "Ain't Nobody Bad (Like Meteor Man)" - Big Hat Ray Ray

## Produse derivate
Marvel Comics a editat o serie de 6 cărți de benzi desenate, pe baza personajelor filmului, serie denumită Meteor Man.

## Premii & nominalizări
- Nominalizare la Premiul Saturn pentru cel mai bun film științifico-fantastic - 1994